# مونيكا إيشيفيريا
مونيكا إيشيفيريا (بالإسبانية: Mónica Echeverría)‏ هي صحفية وكاتِبة تشيلية، ولدت في 2 سبتمبر 1920 في سانتياغو في تشيلي.

## وصلات خارجية
- مونيكا إيشيفيريا على موقع IMDb (الإنجليزية)
- مونيكا إيشيفيريا على موقع قاعدة بيانات الفيلم (الإنجليزية)